# مايكل هايدلبرغر
مايكل هايدلبرغر (بالإنجليزية: Michael Heidelberger)‏ ـ (29 أبريل 1888 ـ 25 يونيو 1991) هو عالم مناعة أمريكي تعود جذوره إلى أصول ألمانية يهودية؛ إذ هاجر جده ـ وكان يدعى أيضًا مايكل هايدلبرغر ـ من ألمانيا إلى الولايات المتحدة بعد سنة 1840 بقليل. اكتشف هو وأوزوالد آفري أن عديدات السكاريد في المكورة الرئوية هي من مولدات الضد، مما أدى به إلى اكتشاف أن الأجسام المضادة بروتينات.
قضى مايكل هايدلبرغر جُل حياته العملية في جامعة كولومبيا، ثم عمل بجامعة نيويورك. وقد حصل على زمالة غوغنهايم عامي 1934 و1936.

## الجوائز والتكريم
- جائزة لاسكر لأبحاث العلوم الطبية الأساسية (1953 و1978)
- قلادة العلوم الوطنية (1967)
- زميل أجنبي بالجمعية الملكية[3]